# Valné shromáždění OSN

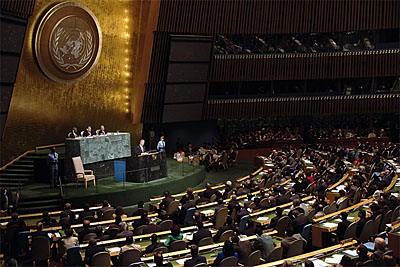
Zasedání Valného shromáždění OSN

Valné shromáždění je nejvyšší orgán OSN. Jsou v něm zastoupeny všechny členské státy. V čele Valného shromáždění stojí předseda. Nejvyšším úředníkem celé OSN je generální tajemník OSN, tento předkládá na valném shromáždění OSN témata k projednání. Valné shromáždění OSN také jmenuje Generálního tajemníka na základě doporučení rady bezpečnosti.
Valné shromáždění projednává všechny otázky, které jsou spojené s Chartou OSN, správy dalších hlavních orgánů a volí jejich členy.
První Valné shromáždění OSN se uskutečnilo v lednu 1946 v Londýně, kde byla zároveň rozpuštěna i Společnost národů.

## Postavení Valného shromáždění
Oproti původním návrhům z amerického Dumbarton Oaks přiznala Charta OSN Valnému shromáždění právo jednat „o všech otázkách nebo věcech, které patří do rámce této Charty nebo se týkají pravomocí a funkcí orgánů touto Chartou stanovených“, tj. o jakýchkoliv záležitostech ve sféře mezinárodních vztahů za účelem udržování mezinárodního míru a bezpečnosti. V praktické rovině se tato pravomoc uplatnila například při zřízení Pohotovostní jednotky OSN za účelem řešení konfliktů na Blízkém východě.
Význam Valného shromáždění je dán i jeho úzkou a stálou vazbou k Radě bezpečnosti, nejdůležitějšímu orgánu OSN v otázkách zajištění mezinárodní bezpečností, míru a stability ve světě. Valné shromáždění volí nestálé členy Rady bezpečnosti a má právo ji upozorňovat „na situace, které by mohly ohrozit mezinárodní mír a bezpečnost“. Valné shromáždění navíc dostává k projednání od Rady bezpečnosti výroční i zvláštní zprávy o přijatých opatřeních na zachování bezpečnosti a míru ve světe a v tomto smyslu kontroluje činnost Rady bezpečnosti. Generální tajemník OSN rovněž „zpraví za souhlasu Rady bezpečnosti Valné shromáždění na každém zasedání o všech věcech týkajících se udržování mezinárodního míru a bezpečnosti, kterými se Rada bezpečnosti zabývá a podobně ihned zpraví Valné shromáždění nebo, jestliže nezasedá, členy Organizace spojených národů, jakmile se Rada bezpečnosti přestane takovou věcí zabývat“.
Valné shromáždění posuzuje a schvaluje každoroční rozpočet OSN, svěřenecké dohody a dohlíží na mezinárodní spolupráci v hospodářské, sociální, kulturní, vzdělávací a zdravotní oblasti. K jeho dalším funkcím patří mimo jiné prosazování a naplňování lidských práv a základních svobod pro všechny.

Rezoluce a rozhodnutí Valného shromáždění jsou zpravidla přijímána hlasováním většiny zástupců členských států. Ačkoliv se jedná o hlavní jednací orgán OSN, není Valné shromáždění zákonodárným sborem. Jeho usnesení nejsou pro členské státy závazná, nesou však jisté morální poselství a autoritu, neboť vyjadřují většinový názor světové veřejnosti na otázky mezinárodního míru a bezpečnosti. Jádro činnosti Valného shromáždění spočívá v poradenství a kontrole všech orgánů OSN. 

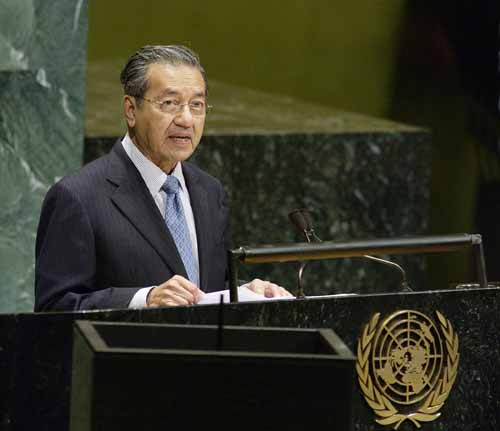
Premiér Malajsie Mahathir Mohamad hovoří na Valné shromáždění OSN v New Yorku dne 25. září 2003

## Šest hlavních výborů
Jako pomocné orgány si Valné shromáždění tvoří výbory a komise. Hlavních výborů je šest:
- první výbor – Výbor pro odzbrojení a mezinárodní bezpečnost (DISEC),
- druhý výbor – Hospodářský a finanční výbor (ECOFIN),
- třetí výbor – Sociální, kulturní a humanitární výbor (SOCHUM),
- čtvrtý výbor – Zvláštní politický a dekolonizační výbor (SPECPOL),
- pátý výbor – Administrativní a rozpočtový výbor,
- šestý výbor – Právní výbor.

Předseda, místopředsedové Valného shromáždění a předsedové těchto výborů tvoří tzv. všeobecný výbor.

## Hlasování ve Valném shromáždění
- při běžných otázkách (např. program) je potřebná nadpoloviční většina přítomných hlasujících,
- při podstatných věcech, např. přijímání nových členů, je potřebná dvoutřetinová většina z přítomných a hlasujících,
- při volbě soudců Mezinárodního soudního dvora je potřebná nadpoloviční většina ze všech členů,
- při revizi Charty je potřebná dvoutřetinová většina ze všech členů,
- v politických otázkách se rozhodnutí přijímají konsenzem všech členských států (konsenzus znamená všeobecný souhlas). Pokud někdo vznáší připomínku, dále se rokuje, když ji nevznáší, považuje se věc za schválenou a dále se o ní nerokuje.

Při hlasováních má každý členský stát jeden hlas. Přítomní hlasující jsou ti, kteří jsou fyzicky přítomni.

## Volby ve Valném shromáždění
Ve Valném shromáždění probíhají tyto volby
- Členů soudního dvora
- Svého předsedy
- Členů hospodářské a sociální rady
- Volby nestálých členů rady bezpečnosti
- Volby členů Poručenské rady
- Přijímání nových členů do OSN
- Pozastavení práv a výsad členů
- Vylučování členů
- Účinnost soustavy poručenské a rozpočtové

## Zasedání Valného shromáždění
Řádné zasedání Valného shromáždění začíná každoročně v září. Valné shromáždění však může na žádost Rady bezpečnosti, většiny členských států nebo jednoho člena se souhlasem většiny ostatních členů OSN svolat i své mimořádné zasedání. V případě nečinnosti či neakceschopnosti Rady bezpečnosti lze při ohrožení míru, vojenské agresi svolat na žádost sedmi členů Rady bezpečnosti nebo většiny členských států OSN mimořádné zasedání v naléhavé věci (emergency special session); v dosavadní historii bylo svoláno pouze 11 těchto naléhavých zasedání, pět z nich se týkalo situace na Blízkém východě.

## Předseda Valného shromáždění
Nejméně 3 měsíce před řádným zasedáním se koná volba nového předsedy, 21 místopředsedů a předsedů šesti hlavních výborů. Předsednictví každý rok rotuje mezi 5 geografickými regiony: Afrika, Asie, Východní Evropa, Latinská Amerika a Karibik, Západní Evropa a jiní.
Zástupci největších a nejmocnějších států, jako jsou USA, Čína, Rusko, Spojené království, Francie (stálí členové Rady bezpečnosti) a Japonsko, nikdy nepředsedali Valnému shromáždění.
Jan Kavan byl předsedou Valného shromáždění během jeho 57. zasedání (2002/03).
V současné době jím je bývalý předseda vlády Kamerunu Philemon Yang. Jeho funkční období započalo 10. září 2024 a potrvá po celou dobu 79. zasedání Valného shromáždění do příštího roku[ujasnit].

## Reforma Valného shromáždění
Snaha o dosažení co nejširšího konsensu vede často k tomu, že přijímané rezoluce a rozhodnutí Valného shromáždění jsou bezzubá a vyjadřují pouze nejnižší společný jmenovatel, o kterém lze dosáhnout shody v jinak značně odlišných stanoviscích členských států. V tomto duchu vyznívá i zpráva generálního tajemníka OSN Kofiho Annana s názvem „V širší svobodě: k rozvoji, bezpečnosti a lidským právům pro všechny“ ze dne 21.03.2005, kde se v zájmu zvýšení účinnosti přijatých rezolucí a rozhodnutí navrhuje zjednodušení procedur při jejich přijímání, zaměření se na věc samou než na proces jejího projednávání a posílení pozice a role předsedy Valného shromáždění. Zpráva praví dále, že Valné shromáždění by se místo projednávání široké agendy mělo zaměřit na podstatná témata současnosti jako je mezinárodní migrace, dosažení komplexní úmluvy o terorismu a rozvíjení a posílení vazeb s občanskou společností.
V úvahách o reformě Valného shromáždění se objevují rovněž návrhy na zřízení parlamentního shromáždění OSN, které by bylo přidružené k Valnému shromáždění a bylo by voleno přímo občany členských států, přičemž hlasovací síla jednotlivých států by odpovídala jejich významu co do počtu obyvatel, ekonomické síle atd. Takto složené shromáždění by mohlo lépe vyjadřovat většinově globální vůli na rozdíl od Valného shromáždění, kde všechny státy disponují pouze jedním hlasem.
Většina návrhů na reformu činnosti Valného shromáždění zdůrazňuje jeho zvláštní úlohu jako fóra pro světovou diskuzi, ale poukazuje na těžkopádný a nevýkonný průběh jednání a schvalování. Příliš mnoho států navíc prosazuje politiku, která nezapadá do reality 21. století. Programy jednání Valného shromáždění by měly být kratší, výbory menší a více zaměřené na konkrétní oblasti. Některé hlavní výbory by bylo možné sloučit či rovnou zrušit a snížit tak byrokratickou zátěž.
V neposlední řadě lze zlepšit vztah Valného shromáždění a Rady bezpečnosti prostřednictvím interaktivního mechanismu na úrovní těchto "hlavních" orgánů. V zájmu jejich lepší spolupráce a vzájemné komunikace by rovněž mohl předseda Valného shromáždění zasedat při pravidelných i naléhavých zasedáních Rady bezpečnosti.